# IPad (trzecia generacja)
iPad (przedstawiony jako Nowy iPad) – tablet opracowany i sprzedawany przez Apple. Został zaprezentowany 7 marca 2012 roku, a do sprzedaży trafił 16 marca w 10 krajach i 23 marca w kolejnych 24. Wycofany został 23 października po 221 dniach dostępności na rynku, wraz z wprowadzeniem iPada czwartej generacji.

## Specyfikacja
iPad trzeciej generacji jest wyposażony w wyświetlacz Retina posiadający cztery razy więcej pikseli niż iPad 2 i milion więcej pikseli niż 1080p HDTV czyli 2048 x 1536 px (9.70") z zagęszczeniem pikseli na poziomie 264 ppi. Jest również wyposażony w procesor Apple A5X i 5-megapikselowy aparat zdolny do nagrywania wideo 1080p. Podobnie jak u poprzedników istnieją dwa modele: z Wi-Fi lub Wi-Fi + 4G LTE. Tablet był wyposażony w system operacyjny iOS 5.1 i dostępna jest aktualizacja do systemu iOS 9.3.6.